# Lymantria ampla
Lymantria ampla este o specie de molii din genul Lymantria, familia Lymantriidae, descrisă de Walker 1855 Conform Catalogue of Life specia Lymantria ampla nu are subspecii cunoscute.